# Zahiren (novell)
Zahiren (El zahir) är en novell av den argentinske författaren och poeten Jorge Luis Borges. Den utkom första gången i novellsamlingen Alefen 1949 (spansk originaltitel El Aleph) och har kallats "det närmaste Borges kommer en skräcknovell."
Novellen handlar om författarens möte med ett föremål som medför en farlig besatthet. Novellsamlingen utkom på svenska först 2011. Ett antal noveller i samlingen hade översatts till svenska sedan tidigare, men Zahiren översattes av Ingegerd Wiking inför publiceringen av den svenska utgåvan.

## Andra verk med samma titel
Zahiren (original O Zahir) är en roman skriven av den brasilianske författaren Paulo Coelho 2005. Coelho refererar till Borges novell och berättar om en man som blivit besatt av tanken på sin hustru – som är försvunnen.